# 시모카타타촌
시모카타타촌(下堅田村)은 일본 오이타현 미나미아마베군에 설치되었던 촌이다. 현재의 사이키시의 일부에 해당한다.